# Antirrhea geryon
Antirrhea geryon är en fjärilsart som beskrevs av Felder 1862. Antirrhea geryon ingår i släktet Antirrhea och familjen praktfjärilar. Inga underarter finns listade i Catalogue of Life.